# Денисовская (Тарногский район)
Денисовская — деревня в Тарногском районе Вологодской области.
Входит в состав Спасского сельского поселения, с точки зрения административно-территориального деления — в Верхнеспасский сельсовет.

## Топоним
Также известна была как Шабаниха, связано по происхождению с типичной кокшеньгской фамилией Шабанов.
Денисовская — от православного мужского имени Дионисий (> Денис, > отч. Денисов).  

## География
Находится в северо-восточной части области, в подзоне средней тайги, на левом берегу реки Кокшеньги, на расстоянии примерно 4 километров до центра муниципального образования Никифоровской и 35 километров по автодороге от села Тарногский Городок, административного центра района.
Ближайшие населённые пункты — Кривошеинская, Акуловская, Борок. С деревней слилась деревня Пасыновская.

### Климат
Климат характеризуется как умеренно континентальный, с продолжительной холодной зимой и умеренно тёплым летом. Среднегодовая температура воздуха — +1,5 °C. Средняя температура воздуха самого холодного месяца (января) — −13,6 °C (абсолютный минимум — −52 °C), средняя температура самого тёплого (июля) — +16,8 °С (абсолютный максимум — +37 °С). Вегетационный период длится 115 дней. Среднегодовое количество атмосферных осадков составляет 667 мм, из которых около 67 % выпадает в тёплый период. снежный покров держится в течение 168 дней. В течение года преобладают ветра юго-западного направления. Среднегодовая скорость ветра 3,3 м/с.

## История
Упоминается в 1685 году как деревня Денисовская Спасской волости:173.
В «Списке населенных мест Вологодской губернии по сведениям 1859 года» населённый пункт упомянут как удельная деревня Тотемского уезда, расположенная в 89 верстах от уездного города.
В 1940 году деревня Денисовская входила в состав Верхне-Спасского сельсовета Тарногского района. 

## Население
| 2010 |
| ---- |
| 95   |

### Национальный и гендерный состав
По переписи 2002 года население — 108 человек (56 мужчин, 52 женщины). Всё население — русские.
По сведениям 1859 год в деревне имелся 13 дворов и проживало 115 человек (54 мужчины и 61 женщина).

## Инфраструктура
Личное подсобное хозяйство с зоной сельскохозяйственного использования, индивидуальная застройка усадебного типа.
Основа экономики — сельское хозяйство.

## Транспорт
Деревня доступна автотранспортом.